# Zbigniew Kmieciak (działacz państwowy)
Zbigniew Kmieciak, ps. Smętny (1919–2003) – polski działacz państwowy, wiceprezydent Poznania (1973–1986). 
W 1944 walczył w powstaniu warszawskim. W 1973 został mianowany wiceprezydentem Poznania z ramienia SD. Reelekcję uzyskiwał w latach 1975, 1978 i 1984. 